# NSA2
NSA2 (англ. NSA2, ribosome biogenesis homolog) – білок, який кодується однойменним геном, розташованим у людей на короткому плечі 5-ї хромосоми. Довжина поліпептидного ланцюга білка становить 260 амінокислот, а молекулярна маса — 30 065.
| 10         |  | 20         |  | 30         |  | 40         |  | 50         |
| ---------- |  | ---------- |  | ---------- |  | ---------- |  | ---------- |
| MPQNEYIELH |  | RKRYGYRLDY |  | HEKKRKKESR |  | EAHERSKKAK |  | KMIGLKAKLY |
| HKQRHAEKIQ |  | MKKTIKMHEK |  | RNTKQKNDEK |  | TPQGAVPAYL |  | LDREGQSRAK |
| VLSNMIKQKR |  | KEKAGKWEVP |  | LPKVRAQGET |  | EVLKVIRTGK |  | RKKKAWKRMV |
| TKVCFVGDGF |  | TRKPPKYERF |  | IRPMGLRFKK |  | AHVTHPELKA |  | TFCLPILGVK |
| KNPSSPLYTT |  | LGVITKGTVI |  | EVNVSELGLV |  | TQGGKVIWGK |  | YAQVTNNPEN |
| DGCINAVLLV |  |            |  |            |  |            |  |            |

A: Аланін

C: Цистеїн

D: Аспарагінова кислота

E: Глутамінова кислота

F: Фенілаланін

G: Гліцин

H: Гістидин

I: Ізолейцин

K: Лізин

L: Лейцин

M: Метіонін

N: Аспарагін

P: Пролін

Q: Глутамін

R: Аргінін

S: Серин

T: Треонін

V: Валін

W: Триптофан

Кодований геном білок за функціями належить до рибонуклеопротеїнів, фосфопротеїнів. 
Задіяний у таких біологічних процесах, як процесінг рРНК, біогенез рибосом, поліморфізм. 
Локалізований у ядрі.